# Kaouther Ben Hania
Kaouther Ben Hania (sinh năm 1977) là một đạo diễn phim người Tunisia. Bộ phim nổi tiếng nhất của cô, Người đẹp và những chú chó  (2017) đã được chọn là tác phẩm Tunisia cho Phim nói tiếng nước ngoài hay nhất tại Giải thưởng Học viện lần thứ 91.

## Cuộc sống ban đầu và giáo dục
Kaouther Ben Hania được sinh ra ở Sidi Bouzid. SHe học tại Ecole des Arts et du Cinéma (EDAC) ở Tunisia trước khi học tại La Fémis và Sorbonne ở Paris.

## Đóng phim
- Tôi, chị tôi và điều, 2006
- Les imams vont à l'école, 2010
- Bàn tay gỗ, 2013
- Yed Ellouh, 2013
- Le Challat de Tunis [Challat của Tunis], 2013
- Zaineb Takrahou Ethelj [Zaineb ghét tuyết], 2016
- La Belle et la Meute [Người đẹp và những chú chó], 2017